# Bâtiment 5
Pour les articles homonymes, voir Bâtiment.
Pour plus de détails, voir Fiche technique et Distribution.
Bâtiment 5 est un film français réalisé par Ladj Ly et sorti en 2023.
Il est présenté en avant-première au festival international du film de Toronto 2023.

## Synopsis
Jeune femme d'origine malienne, Haby Keita s'implique dans la vie de sa ville, Montvilliers. Elle apprend que le nouveau et jeune maire de la commune, Pierre Forges, a prévu le réaménagement de son quartier. Ce plan prévoit cependant la destruction du bâtiment 5, où la jeune femme a grandi. Avec d'autres habitants, Haby va tout faire pour s'opposer au projet et va manifester pour sauver l'édifice,.

## Fiche technique
Sauf indication contraire, les informations mentionnées dans cette section peuvent être confirmées par la base de données cinématographiques Unifrance,  présente dans la section « Liens externes ».
- Titre original : Bâtiment 5
- Titre de travail : Les Indésirables[3]
- Réalisation : Ladj Ly
- Scénario : Giordano Gederlini et Ladj Ly
- Musique : Pink Noise
- Décor: Karim Lagati
- Costumes : Noemie Veissier
- Photographie : Julien Poupard
- Son : Matthieu Autin, Marco Casanova, Guillaume D'Ham et Gautier Isern
- Montage : Flora Volpelière
- Production : Toufik Ayadi et Christophe Barral
- Production exécutive : Laurène Ladoge
- Sociétés de production : SRAB Films ; France 2 Cinéma et Lyly Films (coproductions françaises) ;  La Compagnie Cinématographique et Panache Productions (coproductions belges)
- Sociétés de distribution : Le Pacte (France) ; Filmcoopi (Suisse romande)
- Budget : 8,3 millions d'euros[réf. nécessaire]
- Pays de production :  France
- Langue originale : français
- Format : couleur – 2.39:1 (Scope) – son 5.1
- Genre : drame
- Durée : 101 minutes
- Dates de sortie[4] :
  - Canada : 8 septembre 2023 (festival de Toronto)
  - Suisse alémanique : 29 septembre 2023 (Festival du film de Zurich) ; 13 mars 2024
  - France, Suisse romande : 6 décembre 2023

## Distribution
- Anta Diaw : Haby Keita
- Aristote Luyindula : Blaz
- Alexis Manenti : Pierre Forges, le maire
- Steve Tientcheu : Roger Roche, le premier adjoint au maire
- Aurélia Petit : Nathalie Forges, l'épouse du maire
- Jeanne Balibar : Agnès Millas, la députée
- François Pérache : maître Pelletier
- Judy Al Rashi : Tania
- Mohamam Al Rashi : Elias
- Djénéba Diallo : Tanti
- Bass Dhem : Bakari, le père de Blaz
- Stefan Godin : le commandant CRS
- Christophe Vandevelde : un brigadier CRS
- Karimouche (créditée Carima Amarouche) : la capitaine de police
- Stéphane Mercoyrol : un agent de la préfecture

## Production

### Genèse et développement
Fin 2022, il est annoncé que le CNC va financer plusieurs projets de film, dont le deuxième long métrage de Ladj Ly après Les Misérables. Le film s'intitule alors Les Indésirables.
Courant 2023, il est précisé que le film est rebaptisé Bâtiment 5.

### Attribution des rôles
Ladj Ly dirige à nouveau Jeanne Balibar, Alexis Manenti et Steve Tientcheu.

### Tournage
Le tournage commence en décembre 2022.

## Accueil

### Box-office
Le film sort le 6 décembre 2023 avec 405 copies. Il réalise 16 657 entrées pour sa première journée.
La première semaine d’exploitation cumule 88 788 entrées, chiffre nettement inférieur à celui du film Les Misérables pour la même semaine. Le film finit son exploitation en salles au bout de neuf semaines avec 165 013 entrées.

## Distinction

### Sélection
- Festival international du film de Toronto 2023[6]

### Bibliothèque
- « Dossier de presse : Bâtiment 5 » [PDF], sur Unifrance, Le Pacte.